# Altena
Altena [ˈʔalteˌna] ⓘ ist eine Kleinstadt im Märkischen Kreis in Nordrhein-Westfalen.
Die Stadt entstand unterhalb der im 12. Jahrhundert begründeten Burg Altena, auf der im Jahr 1914 durch Richard Schirrmann die weltweit erste ständige Jugendherberge eingerichtet wurde (siehe Museum Weltjugendherberge).

## Geographie

### Lage

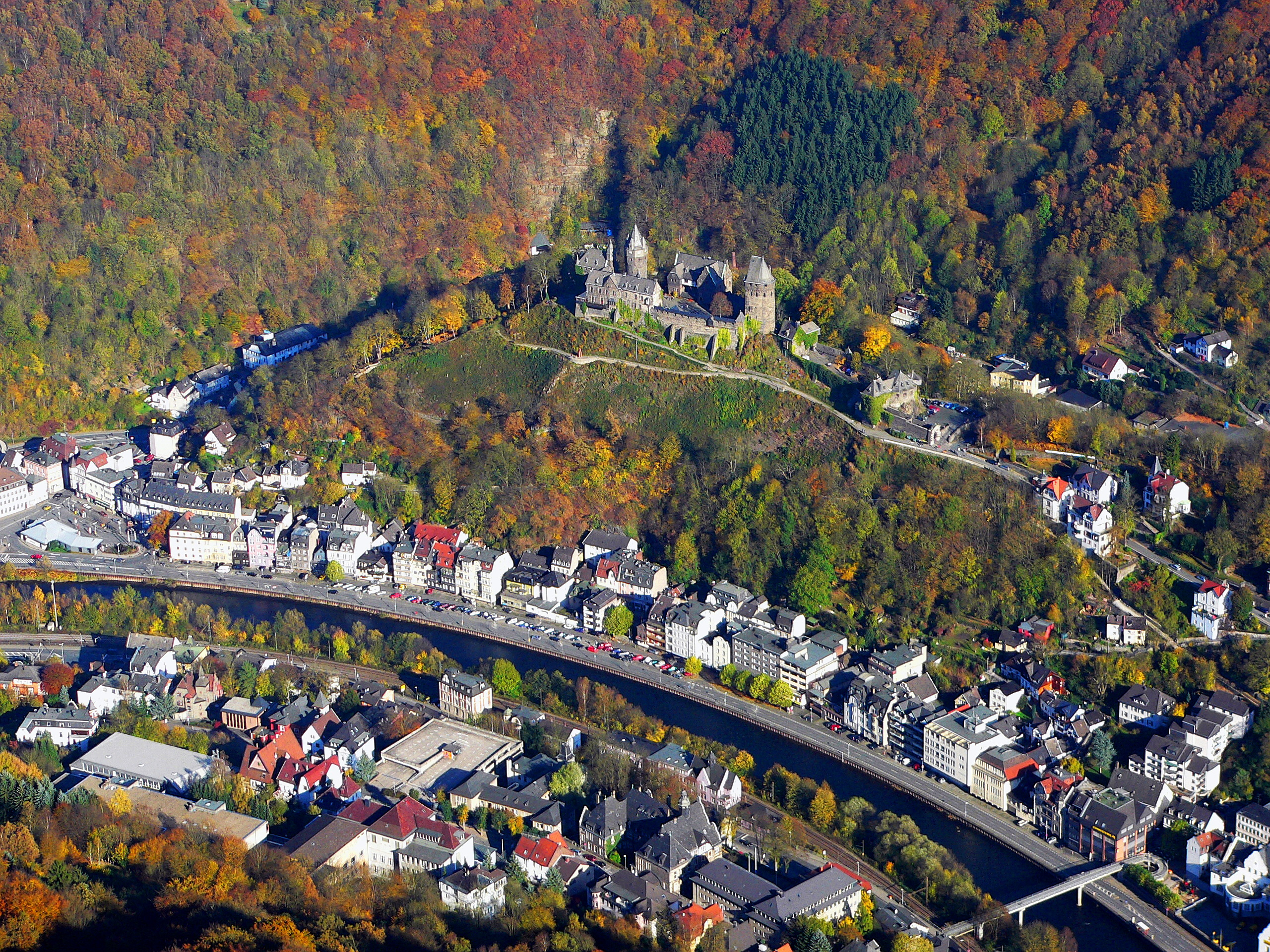
Blick auf die Stadt mit Lenne und Burg

Die Stadt liegt im Sauerland im Tal der Lenne. Der höchste Punkt mit 511 m ü. NHN befindet sich am Kohlberg auf der Grenze zur Stadt Neuenrade, der tiefste Punkt am Hünengraben bei 145 m ü. NHN. Das heutige Stadtgebiet hat eine Fläche von rund 44,3 Quadratkilometer; 61 % davon werden von Wald eingenommen.

### Geologie
Altena liegt im Rheinischen Schiefergebirge.

### Nachbargemeinden
Die Nachbargemeinden gehören wie Altena selbst alle zum Märkischen Kreis. Das Gebiet der Stadt Altena grenzt von Westen aus im Uhrzeigersinn an die Gemeinde Nachrodt-Wiblingwerde, an die Städte Iserlohn, Hemer, Neuenrade, Werdohl und Lüdenscheid sowie an die Gemeinde Schalksmühle.

### Stadtgliederung
Die Stadt Altena gliedert sich in die Stadtteile Dahle, Evingsen, Rahmede sowie die Innenstadt. Der Stadtteil Innenstadt besteht aus der Stadt Altena in ihren Grenzen vor 1969 und teilt sich in folgende Ortsteile auf: Altstadt (mit Buchholz und Lennestein), Nettenscheid (mit der Nette) und Breitenhagen (mit der Städtischen Rahmede und dem Drescheider Berg). Die Stadtteile Knerling (mit der Brachtenbecke), Pragpaul, Tiergarten und Mühlendorf (mit dem Linscheid) sind jeweils in ihrer Form nach der Eingemeindung der Gemeinde Nachrodt-Wiblingwerde entstanden. Der Stadtteil Rahmede, der zur Gemeinde Lüdenscheid-Land gehört hatte, gliedert sich unter anderem in die Ortschaften Mühlenrahmede, Altroggenrahmede, Grünewiese und Rosmart sowie Großen- und Kleinendrescheid.

### Klima
Die Stadt liegt in einer gemäßigten Klimazone.

### Flora und Fauna
Artenarme Hainsimsen-Rotbuchenwälder stellen im größten Teil des Stadtgebietes die potentiell natürliche Vegetation dar. An einigen Talhängen (beispielsweise Giershagen im Nettetal) haben sich Überreste vergangener Nieder- und Mittelwaldwirtschaft erhalten. In den Siepen finden sich kleinräumig Galeriewälder, die von Schwarzerlen und Hainbuchen gebildet werden. Ebenfalls verbreitet sind Aufforstungen mit Fichten und Douglasien. Nach dem Orkan Kyrill im Jahr 2007 waren viele Kahlschlagflächen von Hochstaudenfluren (Epilobien) bedeckt. Allmählich kommen auf diesen Flächen, dort wo noch nicht aufgeforstet wurde, Birken und Trauben-Holunder auf. Wo in den Siepen (Bachtälchen) extensives Grünland noch nicht aufgeforstet wurde, finden sich stellenweise eindrucksvolle Bestände von Scharbockskraut, Buschwindröschen und der Hohen Schlüsselblume. Auf Kalklinsen (beispielsweise bei Grünewiese) ist die Flora artenreicher als in den übrigen Gebieten auf sauer verwitterndem Untergrundgestein. Hier findet man typische Kalkzeiger wie das Große Zweiblatt und die Breitblättrige Stendelwurz.
Die Buchenwaldformationen Altenas mit ihren zahlreichen kleinen Bacheinschnitten sind Heimat größerer Populationen des Feuersalamanders. In stehenden Gewässern treten insbesondere Berg- und Fadenmolch auf. Altenas Avifauna wird durch Waldarten dominiert, insgesamt fünf Spechtarten sind regelmäßig zu beobachten. Die Wasseramsel ist ein ständiger Brutvogel im Rahmedetal, während das Lennetal im Winter von Gänsesägern aus Skandinavien aufgesucht wird.

## Geschichte

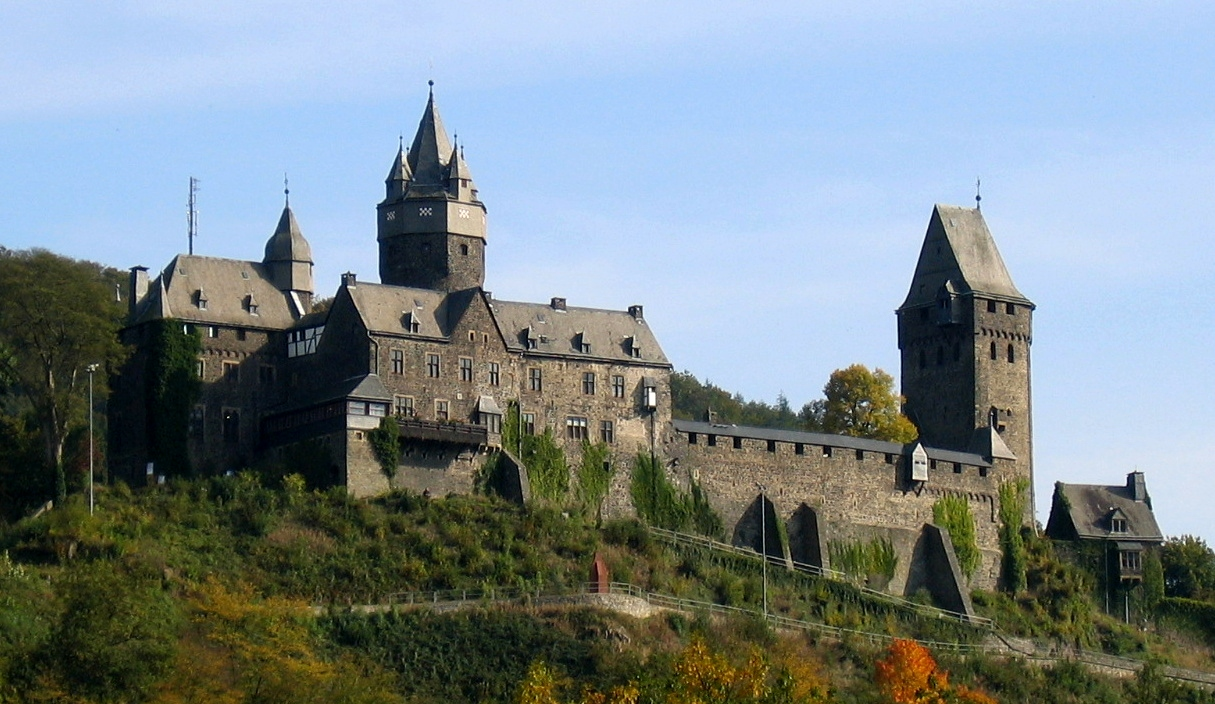
Burg Altena

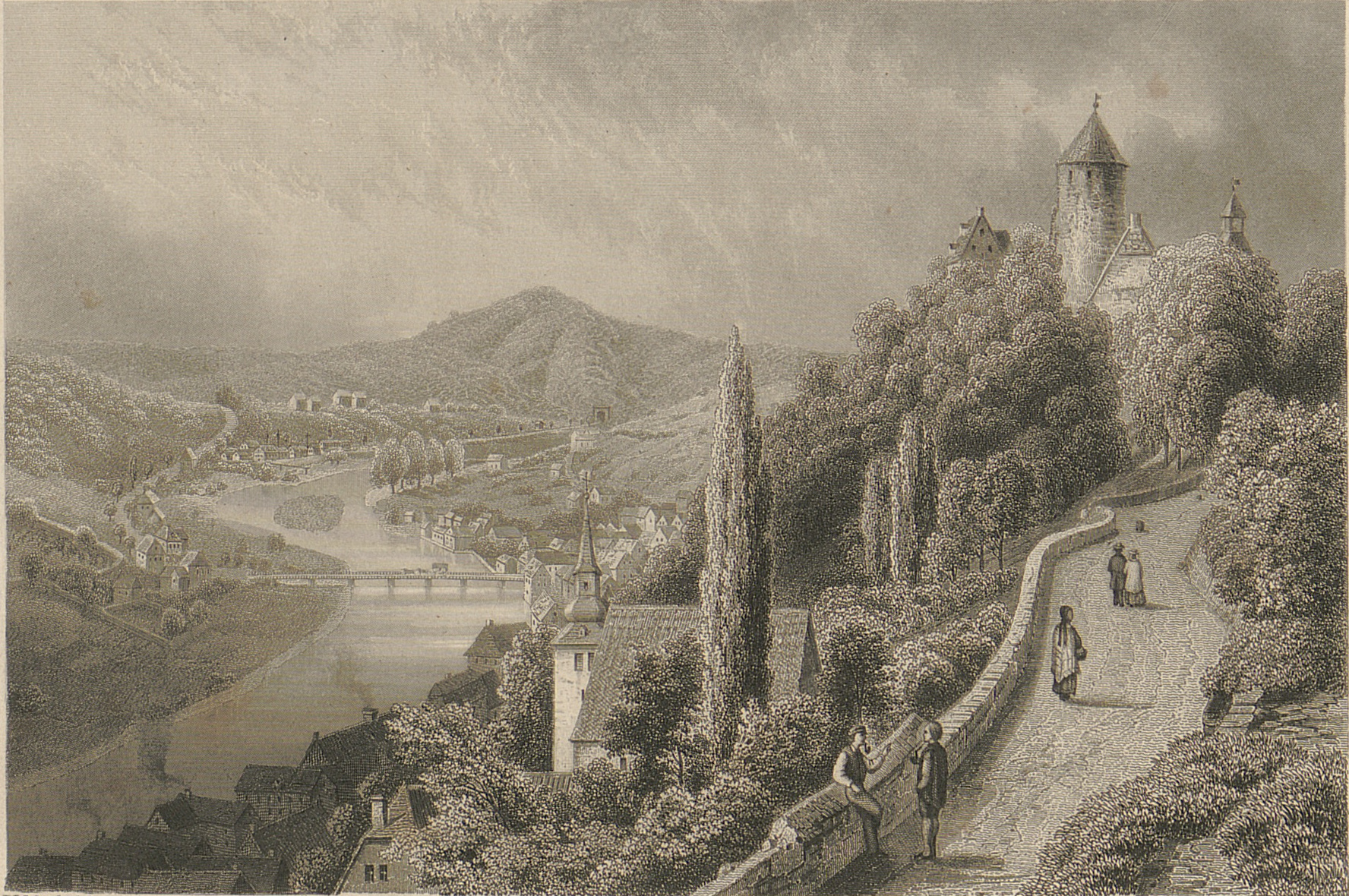
Altena um 1872

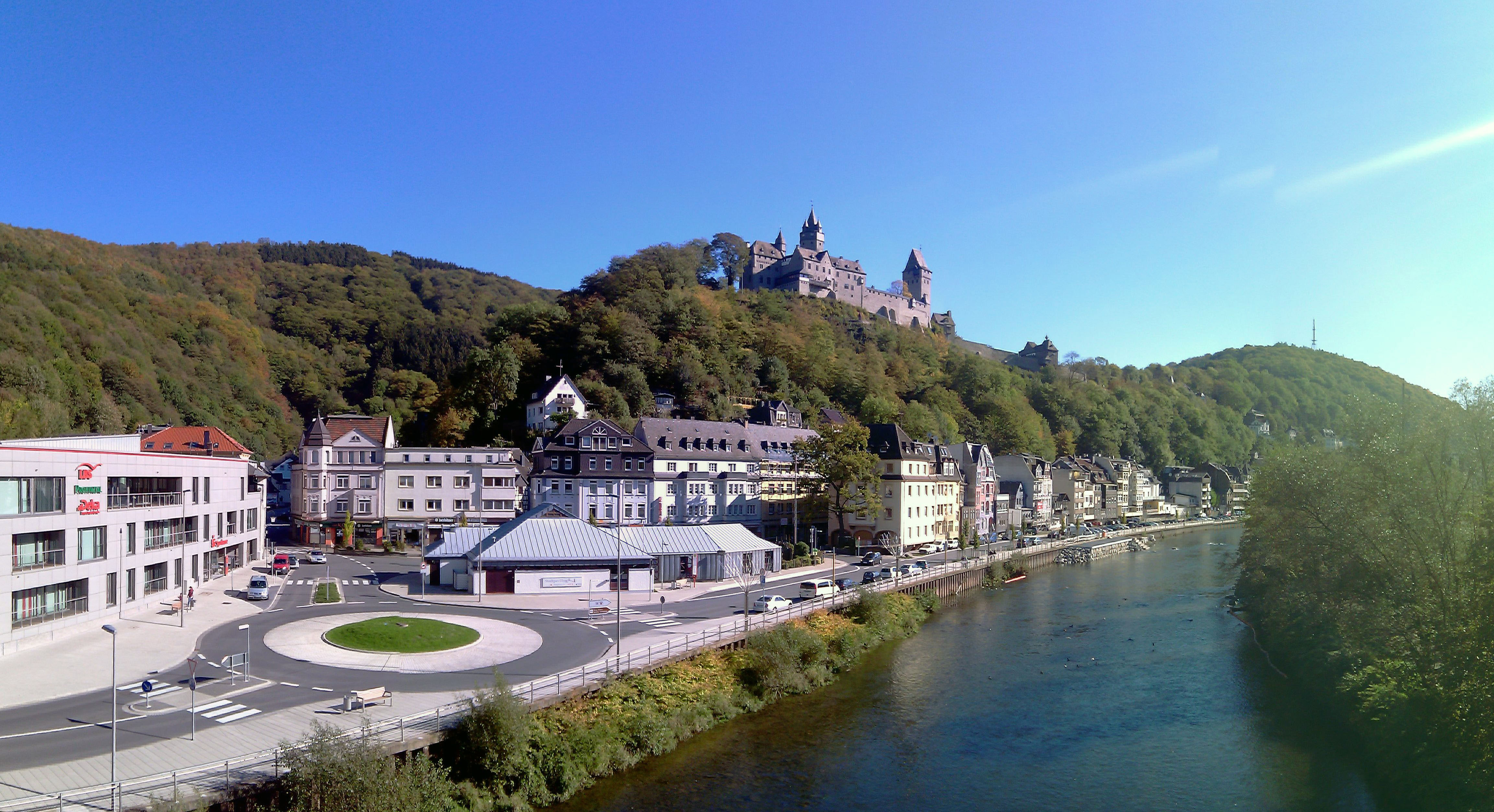
Panorama mit Burg

### Geschichtlicher Überblick
Die Stadt Altena entstand unterhalb der gleichnamigen, im 12. Jahrhundert gebauten Burg, die von einer Seitenlinie der Grafen von Berg errichtet wurde, die sich dann Grafen von Altena und später Grafen von der Mark nannten. Die Namensherkunft der Burg ist bis heute nicht geklärt. Eine Theorie besagt, dass die Benennung auf einen vorgermanischen Flussnamen zurückgeht, wonach der Name vom Fluss und der Landschaft „Altena“ in Brabant stamme. Allerdings könnte der Begriff Altena auch aus dem mittelniederdeutschen Ausdruck „all te na“ gebildet worden sein, weil die Grafen von Arnsberg die Lage der Burg als „all zu nah“ ansahen.
Graf Engelbert III. von der Mark verlieh Altena am 20. Dezember 1367 die Freiheitsrechte. Die Burg Altena war nur noch bis 1392 Stammsitz der Grafen. Sie lebten schon seit 1198 zum größten Teil in einem Hof bei Hamm. 1609 fiel das Gebiet an den Kurfürsten von Brandenburg. Ab dem 3. Oktober 1753 bestand der Kreis Altena als einer von vier Landkreisen in der Grafschaft Mark. 1794 bekam Altena den Titel Stadt, ohne jemals die Stadtrechte verliehen bekommen zu haben.
Nach dem Frieden von Tilsit gehörten die Stadt sowie die gesamte Grafschaft zum französisch dominierten Großherzogtum Berg. 1815 ging die Grafschaft nach den Beschlüssen des Wiener Kongresses zurück an Preußen und wurde Teil des neuen Regierungsbezirks Arnsberg, was sie bis heute geblieben ist. Während des Zweiten Weltkriegs waren in Altena mehrere Truppenteile stationiert, darunter auch eine Ausbildungseinheit der SS.
In der ersten Hälfte des 20. Jahrhunderts bestand eine Eisenbahnverbindung der Iserlohner Kreisbahn durch das Nettetal über Evingsen/Dahle bis nach Ihmert und Westig/Hemer. Zudem führte eine Verbindung der meterspurigen Kreis Altenaer Eisenbahn durch das Rahmedetal nach Lüdenscheid, die 1961 eingestellt wurde. Lediglich die Hauptverbindung durch das Lennetal ist bestehen geblieben.
Am 1. Januar 1969 fasste man den Landkreis Altena und die bis dahin kreisfreie Stadt Lüdenscheid zum Landkreis Lüdenscheid zusammen. Altena wurde im Zuge dessen durch die Eingliederungen von Dahle und Evingsen, Rahmedetal bis Grünewiese und Teilen Nachrodt-Wiblingwerdes stark vergrößert. Zum 1. Januar 1975 entstand der Märkische Kreis durch die Zusammenlegung der Kreise Lüdenscheid und Iserlohn sowie die kreisfreie Stadt Iserlohn. Das Kreis-Kulturamt, das Kreis-Sozialamt sowie eine Außenstelle des Gesundheitsamtes behielten ihren Dienstsitz an der Bismarckstraße in Altena.
Zu Beginn der Flüchtlingskrise in Deutschland ab 2015 machte Altena bundesweit Schlagzeilen. Die Zeitung Die Welt nannte Altena „Hauptstadt der Mutbürger“, als die Stadt freiwillig 100 weitere Flüchtlinge zu den 270 nach der festgelegten Quote aufnahm. Am 3. Oktober 2015 wurde ein Brandanschlag auf ein Haus verübt, in dem zwei Flüchtlingsfamilien wohnten. Der Schwelbrand auf dem Dachboden des Mehrfamilienhauses konnte rasch gelöscht werden, ohne dass größerer Schaden entstand. Die beiden Täter wurden gefasst. Im Mai 2017 wurde die Stadt mit dem „Nationalen Integrationspreis“ ausgezeichnet, da jeder der dort gemeldeten 450 Migranten im Asylverfahren durch einen persönlichen „Kümmerer“ betreut wurde. Auf den damaligen Bürgermeister Andreas Hollstein wurde am 27. November 2017 eine Messerattacke verübt. Bei dem Hochwasser in West- und Mitteleuropa 2021 ertrank in Altena ein Feuerwehrmann, nachdem ihn eine Flutwelle mitgerissen hatte.

### Geschichte der Juden bis 1942
Die älteste bisher bekannte Nennung eines Juden mit Namen „Urias“ in Altena stammt aus einer Schätzungsliste vom 11. November 1586. In einer Einwohnerliste von 1738 werden die Familien Samson Levi und Hertz Meyer mit acht und fünf Personen genannt. 1740/1741 sind es vier Familien mit ca. 22 Personen. Aus einem Meldeverzeichnis um 1740 geht hervor, dass viele Juden als Krämer tätig waren, einer als Schlachter. Im Oktober 1845 bestimmte eine Order, dass sich alle jüdischen Bewohner einen Familiennamen zu geben hätten, was bis dahin bei Juden nicht üblich gewesen war. Hiervon waren 23 Familien in Altena betroffen. 1900 gab es rund 100 jüdische Bürger in Altena, 1925 noch 40. 1932 waren es noch 23 und 1939 20.
Um 1780 wurde vermutlich auch der jüdische Friedhof an der Egge gegenüber der Burg Altena (heute Am Grünen Wege) erstmals benutzt. Älteste Angaben über das Vorhandensein des Friedhofs stammen aus dem Urkataster von 1829, in dem dieser als „Juden Wege“ gekennzeichnet ist. Der Friedhof war bis etwa 1930 die Grablege der Altenaer Juden und ist bis heute mit einem schmiedeeisernen Tor mit Davidstern versehen. Hier befinden sich etwa 55 Grabstellen, bei denen viele Inschriften der Steine nicht mehr lesbar sind. Einige wurden in Hebräisch und Deutsch angefertigt.
Vor allem mit Erlass der Nürnberger Gesetze von 1935 änderte sich die Stellung der Juden schlagartig. Auch in Altena kam es in der Reichspogromnacht zu Übergriffen auf die jüdischen Geschäfte und die Synagoge. Die Textilhändler, Herrenkonfektionisten, der Kaufhausbesitzer, ein Metzger und weitere waren lange Zeit integrierte Bürger der Stadt gewesen, mit Standorten in der Kirchstraße, der Lennestraße und der Nettestraße. Das Kaufhaus (später Kaufhaus Böhrer) von Siegmund Heinemann (1878–1951) wurde wie viele andere Ziel von Zerstörungen.  Die Synagoge wurde zwar nicht wie an vielen anderen Orten abgebrannt, jedoch von uniformierten SA-Angehörigen erheblich verwüstet. Nach Zeugenaussagen wurden die Torarollen verbrannt und einige Gegenstände von Altenaern ins Burgmuseum zur Aufbewahrung gebracht. Der Rest wurde zerschlagen oder beschädigt. Im Gebäude wurden die letzten verbliebenen Juden untergebracht, bis sie 1942 über Dortmund in Konzentrationslager deportiert wurden.
Schriftliche Hinweise auf einen Betraum oder eine Betstube (jiddisch: shtibel) stammen von einem Bürgermeister der Stadt namens Trompeter. Demnach gab es an einem heute unbekannten Ort 1778 einen solchen Betraum. Ebenfalls unbekannt ist bisher der Standort der ersten Synagoge, die 1808 gekauft wurde, nachdem sie 30 Jahre gepachtet gewesen war. Anscheinend fällt die Nutzung der ersten Synagoge zeitlich zusammen mit der des Friedhofs. Die zweite Synagoge befand sich ab 1828/1829 an der Kirchstraße im Zentrum der Stadt. Diese Synagoge wurde durch einen Kabinettserlass am preußischen Hof in Potsdam für das „vom Heedesche Wohnhaus“ genehmigt. Später befand sich hier das Kino „Central Theater“. Nach dem Abriss um 1980 befindet sich dort heute ein Parkplatz gegenüber einem großen Modegeschäft. Die dritte Synagoge befand sich nach dem Erwerb 1914 in einem noch heute vorhandenen Wohnhaus der Fritz-Thomée-Straße 17 (früher Schloßstraße). Zu dieser Zeit waren es elf jüdische Familien in Altena. Mit Unterbrechungen gehörte auch eine Schule mit einem angestellten Lehrer zur Synagoge. Wenn kein Lehrer gefunden werden konnte, wurden die Kinder auf die christlichen Schulen der Stadt verteilt. Dies waren später meist die Höhere Mädchenschule (heute Deutsches Drahtmuseum) gegenüber der Synagoge von 1914 oder das Gymnasium für Jungen (heute Burg-Gymnasium).

### Einwohnerentwicklung
Einwohnerzahlen der nachfolgenden Tabelle jeweils zum 31. Dezember:
| Jahr | Einwohner |
| ---- | --------- |
| 1900 | 12.766    |
| 1930 | 16.415    |
| 1945 | 19.937    |
| 1960 | 23.914    |
| 1970 | 32.006    |
| 1976 | 25.936    |
| 1978 | 25.015    |
| 1980 | 24.565    |
| 1983 | 23.174    |
| 1985 | 22.207    |

| Jahr | Einwohner |
| ---- | --------- |
| 1986 | 22.103    |
| 1988 | 23.301    |
| 1990 | 24.043    |
| 1993 | 24.303    |
| 1995 | 24.026    |
| 1996 | 23.792    |
| 1998 | 23.077    |
| 2000 | 22.215    |
| 2001 | 21.831    |
| 2002 | 21.404    |

| Jahr | Einwohner |
| ---- | --------- |
| 2003 | 21.126    |
| 2004 | 20.805    |
| 2005 | 20.444    |
| 2006 | 20.001    |
| 2007 | 19.661    |
| 2008 | 19.252    |
| 2009 | 18.768    |
| 2010 | 18.277    |
| 2011 | 17.996    |
| 2012 | 17.869    |

| Jahr | Einwohner |
| ---- | --------- |
| 2013 | 17.735    |
| 2014 | 17.595    |
| 2015 | 17.375    |
| 2017 | 17.081    |
| 2018 | 16.922    |
| 2019 | 16.718    |
| 2022 | 16.774    |

Einwohnerentwicklung von Altena von 1900 bis 2017 gemäß nebenstehender Tabelle

Altena ist in besonderem Maße vom demografischen Wandel betroffen, der bereits in den 1970er Jahren aufgrund der Ölpreiskrise, vor allem aber wegen des schleichenden Niedergangs der Metallindustrie eingesetzt hat. Von 1990 bis 2005 verzeichnete die Stadt einen 15-prozentigen Bevölkerungsrückgang. Altena nimmt damit eine Sonderstellung ein in Nordrhein-Westfalen als Kommune mit dem schnellsten Bevölkerungsrückgang. Daher wurde es von der Bertelsmann Stiftung als Pilotkommune für das Projekt Neues Altern in der Stadt („NAIS“) ausgewählt. Mit diesem Projekt sollten Kommunen dabei unterstützt werden, die Lebensqualität trotz des demografischen Wandels zu erhalten. Für Probleme wie die Wohnsituation, die Gesundheitsförderung oder fehlendes Bürgerengagement wollte man Verbesserungen finden. Das Projekt war für den Zeitraum 2006 bis 2008 angelegt. 2006 lag der Anteil der über 60-Jährigen an der Altenaer Bevölkerung bei 28,3 Prozent. Im Juni 2008 wurde die Stadt Altena für das Projekt mit dem NRW-Preis für innovative Kommunen ausgezeichnet, verliehen von der NRW-Bank und dem Innenminister des Landes Nordrhein-Westfalen. Die Kommune machte durch einen intensiven Sparkurs und Personalabbau von sich reden, wie auch durch deutlich gewachsenes bürgerschaftliches Engagement. Altena nimmt deshalb mit acht anderen Kommunen der EU am Projekt URBACT der EU-Regionalförderung teil. Man versuchte in den letzten Jahren, Pop-up-Stores zu fördern, um Leerständen und dem Image einer „sterbenden Stadt“ entgegenzuwirken.

## Religion
Etwa 47 % der Bevölkerung sind Protestanten, 23 % katholisch und weitere 30 % gehören einem anderen Bekenntnis an oder sind konfessionslos. Vier von fünf katholischen sowie zwei evangelische Kirchen Altenas sind vor dem Hintergrund des demographischen Wandels bislang geschlossen worden (siehe Liste profanierter Kirchen im Bistum Essen).
Zur Evangelischen Kirche von Westfalen gehören vier Gottesdienststätten:
- die Lutherkirche im Zentrum von Altena (An der Kirche 2 und 4), 1318 als St. Katharina-Kirche errichtet und nach der Reformation umbenannt
- die Friedrichskirche in Altena-Rahmede (Am Stockey 8)
- die Kirche in Altena-Evingsen (Auf dem Kamp 2)
- die Kirche in Altena-Mühlendorf (Blumenstraße 43)
- die Kirche in Altena-Dahle (Hasenkampstraße 13). Sie wurde 1777 gegründet und steht in evangelisch-reformierter sowie in pietistisch-Herrnhuter Tradition.[21]

Die römisch-katholische hat heute nur noch eine Kirchen:
- Die St.-Matthäus-Kirche, deren Pfarrei 1784 gegründet wurde.

Vier Gemeinden in Altena zählen zur Vereinigung Evangelischer Freikirchen. Dazu gehören die evangelisch-freikirchliche Baptistengemeinde in der kleinen Altenaer Ortschaft Grünewiese, die evangelisch-freikirchliche Brüdergemeinde in Altena-Dahle (Hochstraße 12–14), die Freie evangelische Gemeinde in Altena-Mühlenrahmede (Mühlenrahmeder Straße 26) und die Gemeinde der Siebenten-Tags-Adventisten. Letztere betreiben das Bergheim Mühlenrahmede, eine Erholungs- und Tagesstätte.
Eine weitere evangelische Freikirche befindet sich in Altena-Evingsen.
Die serbisch-orthodoxe Gemeinde versammelt sich in der Kirche des Heiligen Simeons, des Myrrhenspendenden (Graf-Eberhard-Straße 1 in Altena-Tiergarten). Das Gebäude ist die 1995 entwidmete römisch-katholische Kirche Vom Frieden Christi.
Die koptisch-orthodoxe Kirche übernahm Ende November 2017 die 2008 entwidmete reformierte Innenstadtkirche.
Eine Gemeinde der Neuapostolischen Kirche hat seit 1984 eine Kirche an der Hardenbergstr. 9 (Ecke Gerichtsstraße).
Ferner gibt es die Mevlana Moschee der DITIB (Lüdenscheider Straße 28).

## Politik

### Stadtrat
Das Ergebnis der Kommunalwahl vom 13. September 2020 für den Altenaer Stadtrat zeigt das nebenstehende Wahldiagramm.
Eine Übersicht über die Ergebnisse der drei vergangenen Wahlen zeigt die folgende Tabelle:
| Partei    | Stimmenanteile in Prozent | Stimmenanteile in Prozent | Stimmenanteile in Prozent | Sitze | Sitze | Sitze |
| Partei    | 2020                      | 2014                      | 2009                      | 2020  | 2014  | 2009  |
| --------- | ------------------------- | ------------------------- | ------------------------- | ----- | ----- | ----- |
| CDU       | 45,95                     | 48,33                     | 51,27                     | 15    | 15    | 17    |
| SPD       | 21,34                     | 29,67                     | 27,66                     | 07    | 09    | 09    |
| Grüne     | 17,57                     | 11,32                     | 10,17                     | 06    | 04    | 03    |
| Linke     | 04,57                     | 04,72                     | 05,34                     | 01    | 02    | 01    |
| FDP       | 04,60                     | 02,08                     | 05,56                     | 01    | 01    | 02    |
| SDA*      | 05,96                     | 03,89                     | –                         | 02    | 01    | 0     |
| Insgesamt | 99,99                     | 100,000                   | 100,000                   | 32    | 32    | 32    |

* Soziale und demokratische Alternative Altena

### Bürgermeister
- 1662–1691: Johann Hermann Varnhagen[31]
- 1694–1696: Johann Adolf Varnhagen[31]
- 16. April 1945 bis 7. August 1945: Fritz Berg[32]
- 7. August 1945 bis 15. März 1946: Friedrich Heyne[32]
- 15. September 1946 bis 9. November 1952: Hermann Voß[32]
- 21. November 1952 bis 28. Oktober 1956: Gustav Trappe[32]
- 9. November 1956 bis 2. Januar 1957: Hermann Voß[32]
- 29. Januar 1957 bis 19. März 1961: Heinrich Malkus[32]
- 29. März 1961 bis 23. März 1969: Gustav Trappe[32]
- 1. April 1969 bis 27. April 1970: Friedhelm Halfmeier (SPD)[32]
- 27. April 1970 bis 12. September 1999: Günter Topmann (SPD)[32]
- 12. September 1999 bis 31. Oktober 2020: Andreas Hollstein (CDU)[32][33]
- seit 1. November 2020: Uwe Kober (CDU)[34][35]

### Wappen
Blasonierung: „In Gold eine aus einem in drei Reihen von Rot und Silber geschachten, gesenkten Balken wachsende, den oberen Schildrand berührende, silbernimbierte, goldbekrönte blonde Heilige in natürlichen Farben, in rotem Gewande mit silbernem Gurt und blauem Mantel, in der Rechten ein silbernes Schwert und mit der Linken ein oberhalbes rotes Richtrad mit silbernen Messern haltend.“
Wappenerklärung: Das Wappen der Stadt Altena zeigt im oberen Teil die Heilige und Märtyrerin Katharina von Alexandria mit der Grafenkrone auf ihrem Haupt und den Richtutensilien ihres Märtyrertodes in beiden Händen. Der untere Teil beinhaltet den märkischen Schachbalken. Die Abbildung der Heiligen geht auf den Grafen Engelbert III. von der Mark zurück, der auf dem Sinai an ihrem Grab ein Gelübde abgelegt hatte.

### Städtepartnerschaften
Die älteste Partnerschaft verbindet Altena mit der französischen Stadt Péronne. Aus Kontakten zwischen Schulen wurde am 2. April 1967 eine offizielle Gemeindepartnerschaft. Ein Dreibund entstand, als auch das britische Blackburn (bereits Partnerstadt Péronnes) 1972 zum Städtepartner ernannt wurde. 1990 schloss man eine Partnerschaft mit der belarussischen Stadt Pinsk.
Außerdem bestehen Patenschaften. Zum einen über die Stadt Habelschwerdt in Schlesien, da viele Habelschwerdter durch den Zweiten Weltkrieg nach Altena kamen. Die wirtschaftlichen und landschaftlichen Parallelen zwischen beiden Orten waren auch ein Grund, dass 1952 eine Patenschaftsurkunde unterzeichnet wurde. Zum anderen gibt es in Altena eine Marinekameradschaft. Auf deren Anregung wurde 1966 eine Patenschaft über das Schnellboot Frettchen der Bundesmarine geschlossen.

## Kultur und Sehenswürdigkeiten
Dem Fachdienst Kultur des Märkischen Kreises mit Sitz in Altena ist die Koordinierungsstelle der Kulturregion Südwestfalen angegliedert. In der Stadt Altena gibt es mit dem Kulturring Altena e. V. seit 1976 einen Verein, der kulturelle Veranstaltungen durchführt (z. B. das Folkfestival Castle goes Celtic). Der Verein Werkstatt e. V. fördert junge Künstler und der Verein Stadtgalerie e. V. organisiert Kunstausstellungen in Altena.

### Museen
Das Museum der Grafschaft Mark, das Weltjugendherbergsmuseum, das Märkische Schmiedemuseum und das Deutsche Wandermuseum schlossen sich wegen ihrer gemeinsamen Räume zu den Museen Burg Altena zusammen. Träger ist der Märkische Kreis.
Im Jahr 2012 wurde mit dem Bau einer Aufzugsanlage begonnen, die Besuchern den Aufstieg zur Burg Altena erleichtert und am 26. April 2014 eröffnet wurde. Außerdem wird im Eingangsbereich der Anlage die Geschichte der Stadt und der Burg multimedial vermittelt. Die touristische Attraktion wurde unter anderem vom Land Nordrhein-Westfalen im Rahmen des Strukturförderprogramms Regionale 2013 finanziert. Eine fiktive Nachinszenierung der Eröffnungsfeier des Erlebnisaufzugs ist Teil des Spielfilms Auf einmal aus dem Jahr 2016 (etwa ab Spielminute 50:00).
Das Deutsche Drahtmuseum informiert die Besucher über den Werkstoff Draht und seine Bedeutung für die Region. Das weltweit einzige Museum seiner Art wird vom Märkischen Kreis getragen. Auch im Ortsteil Evingsen wird die Rolle des Drahts in der lokalen Wirtschaft deutlich, dort kann man die Drahtrolle „Am Hurk“ besichtigen.
Die Stadtgalerie im „Haus Köster-Emden“ besteht seit 1975 und hat sich seitdem auf zeitgenössische Kunst spezialisiert. Das Gebäude stammt wahrscheinlich aus dem Jahr 1707, seinen Namen erhielt es von seinem ehemaligen Besitzer Paul Köster-Emden, der in Altena hohes Ansehen genoss.

### Bauwerke

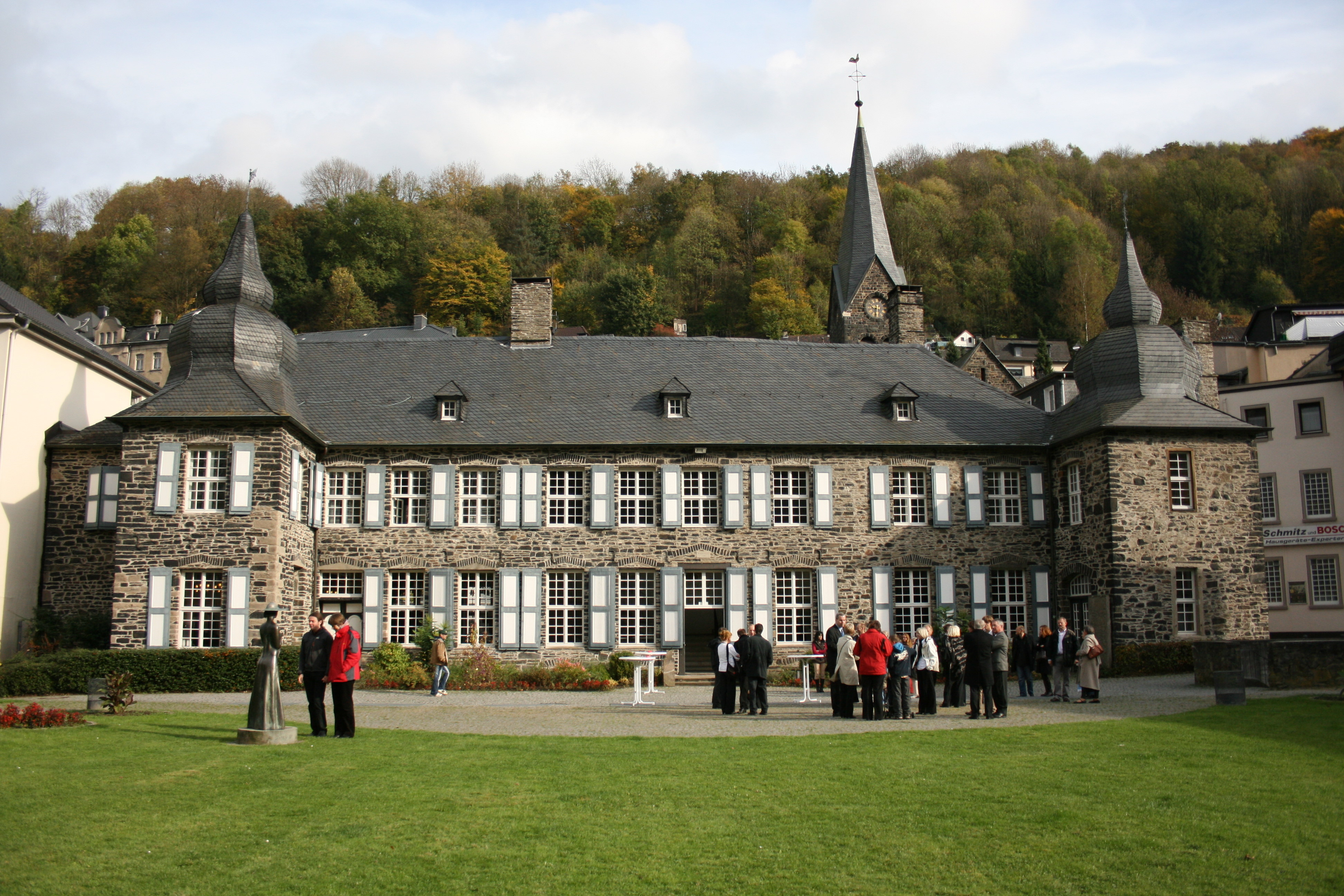
Die Burg Holtzbrinck in Altena

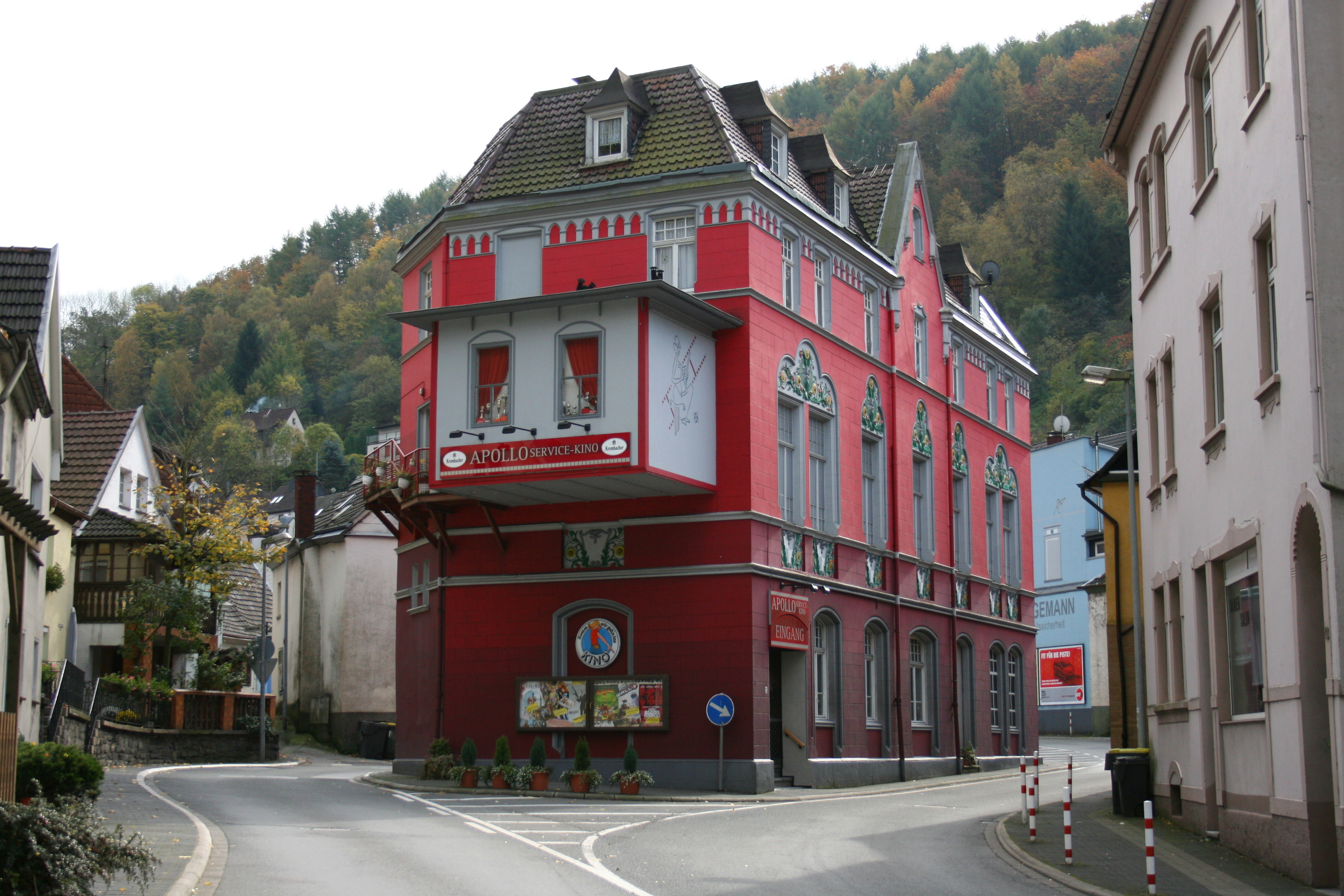
Ehemalige Silberschmiede Holländer – das heutige Apollo Service-Kino

Alle Baudenkmäler der Stadt Altena sind in der Liste der Baudenkmäler in Altena aufgeführt.
Als mittelalterlicher Grafensitz kann die Stadt Altena einige historische Bauwerke vorweisen, allen voran die Burg Altena aus dem 12. Jahrhundert. Sie war fast ein Jahrhundert lang Hauptwohnsitz der Grafen von der Mark und wurde bis ins 18. Jahrhundert hinein militärisch genutzt. Anfang des 20. Jahrhunderts gründete Richard Schirrmann auf der Burg Altena die erste Jugendherberge der Welt.
Die Burg Holtzbrinck liegt im Stadtkern und ist das älteste Bürgerhaus der Stadt Altena. Sie wurde Mitte des 17. Jahrhunderts erstmals urkundlich erwähnt und befindet sich seit den 1970er Jahren in städtischem Besitz. Heute ist das burgähnliche Gebäude ein Veranstaltungsort für Feiern und Tagungen. Ihm ist ein ausgebauter Garten vorgelagert.
Das Gebäude „Holländer“ wurde 1901 erbaut und als Silberschmiede genutzt. Da dort zu dieser Zeit Holländer ein und aus gingen, gaben Altenaer Bürger der alten Schmiede später den bis heute noch bekannten Namen. Nach Schließung der Schmiede eröffnete ein Gasthof, der sich „Zum Holländer“ nannte. 1924 wurde das Gebäude zum Lichtspielpalast, in dem 1930 der erste Film im Nadeltonverfahren gezeigt wurde. In den 1950er Jahren erhielt das Lichtspielhaus den Namen „Apollo“. Das Gebäude wurde am 3. Mai 2005 als Baudenkmal unter Schutz gestellt. Es steht auf einer Insel in der Mitte der Nettestraße und wird bis zum heutigen Tag als Kino genutzt. In direkter Nachbarschaft befindet sich das ebenfalls unter Denkmalschutz stehende Gebäude Nettestraße 18, das seit 1724 als Gasthaus Pilling geführt wird.
Die Pfarrkirche St. Matthäus wurde von 1896 bis 1899 nach einem Entwurf des Dortmunder Architekten Johannes Franziskus Klomp errichtet und gilt als hervorragendes Beispiel der Neugotik. Der aus den Niederlanden stammende Baumeister brachte eine Klinker-Gliederung der Säulen und Gurtbögen als persönlichen Akzent in die Ausstattung der Kirche ein. Dadurch entsteht eine außergewöhnliche Klarheit der Raumarchitektur. Die drei Altäre eines Wiedenbrücker Schnitz- und Malkünstlers (Wiedenbrücker Schule) sind vollständig erhalten. Seit 1996 erklingt eine Link-Orgel mit süddeutsch-französischem Klangbild hinter dem imposanten spätromantischen Orgelprospekt. Außer in den Gottesdiensten erklingt sie noch bei zahlreichen Konzerten.
Die Steinerne Brücke über die Lenne wurde 1912 erbaut, um den Anschluss des Rahmedetals an das Straßennetz zu verbessern. Sie ersetzte eine Brücke aus dem Mittelalter und gehört heute zur Märkischen Straße Technischer Kulturdenkmäler.
Weitere sehenswerte, denkmalgeschützte Gebäude sind das Haus Mückenburg sowie die Reformierte Kirche Altena.

### Schutzgebiete für die Natur
Das Stadtgebiet gehört zum Naturpark Sauerland-Rothaargebirge. Flächen außerhalb der bebauten Ortsteile und des Geltungsbereichs eines Bebauungsplans sind als Landschaftsschutzgebiet Märkischer Kreis ausgewiesen, sofern kein höherer Schutzstatus wie beispielsweise Naturschutzgebiet (NSG) besteht. Im Stadtgebiet wurden die vier Naturschutzgebiete Leihenberg-Nordhelle mit 19,29 ha, Auf dem Giebel mit 4,87 ha, Pragpaul mit 70,17 ha und Gesshardthöhle mit 0,54 ha ausgewiesen. Es gibt im Stadtgebiet zudem drei Naturdenkmale.

### Sport

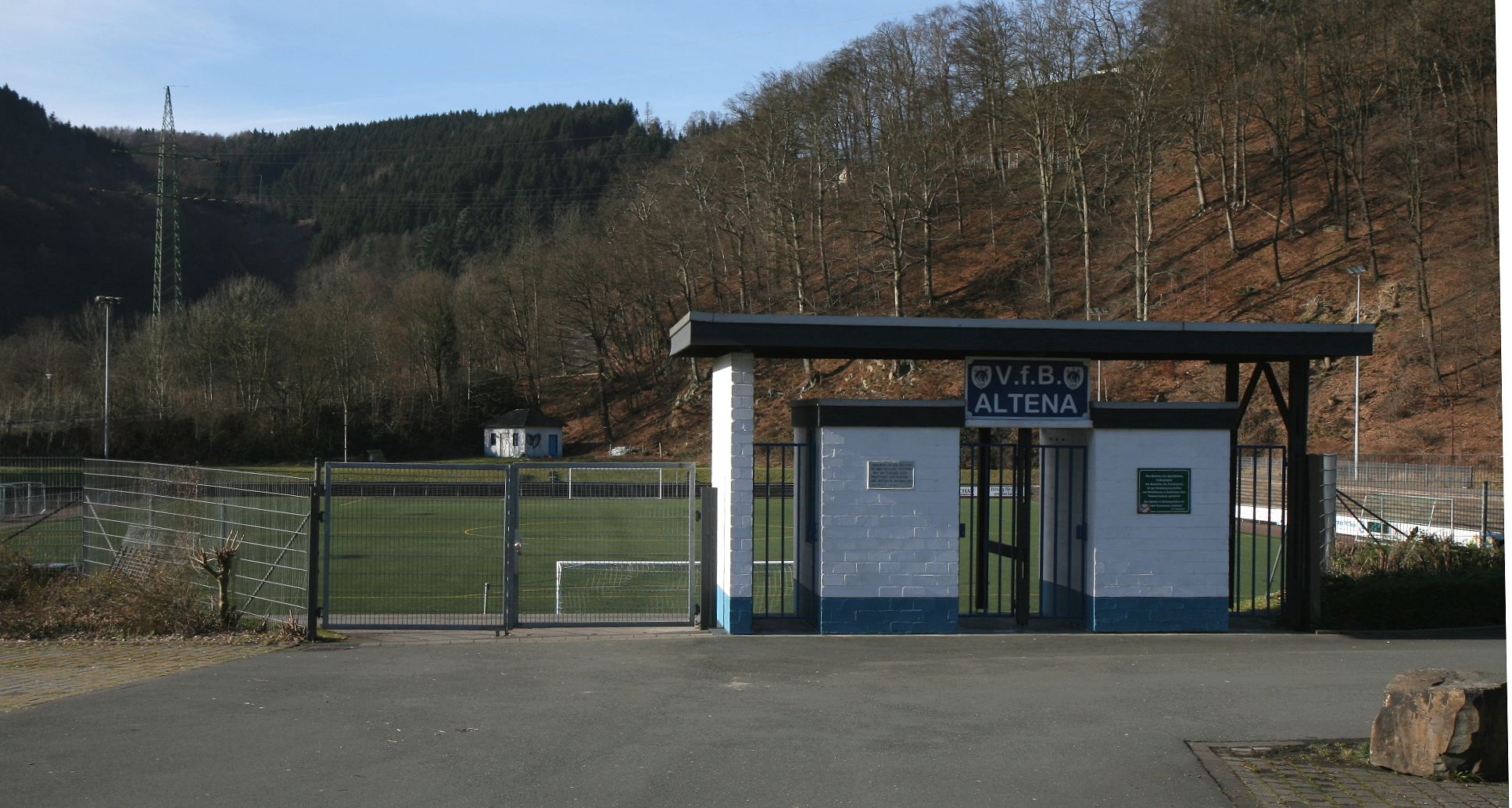
Reinecke-Stadion im Sportzentrum Pragpaul (VfB Altena)

Ein bekannter Sportverein ist der VfB Altena, der mit seinen Fußball- und Handballabteilungen bis zu den 1970er und 1980er Jahren in die Oberliga aufstieg; die Tischtennisabteilung wurde 1973 und 1976 deutscher Mannschaftsmeister. Ferner gibt es in Altena einen Box-Club mit einer Unterabteilung für die Sportart Kempō Karate.
Im Ortsteil Dahle befindet sich ein Frei- und Hallenbad.

### Regelmäßige Veranstaltungen

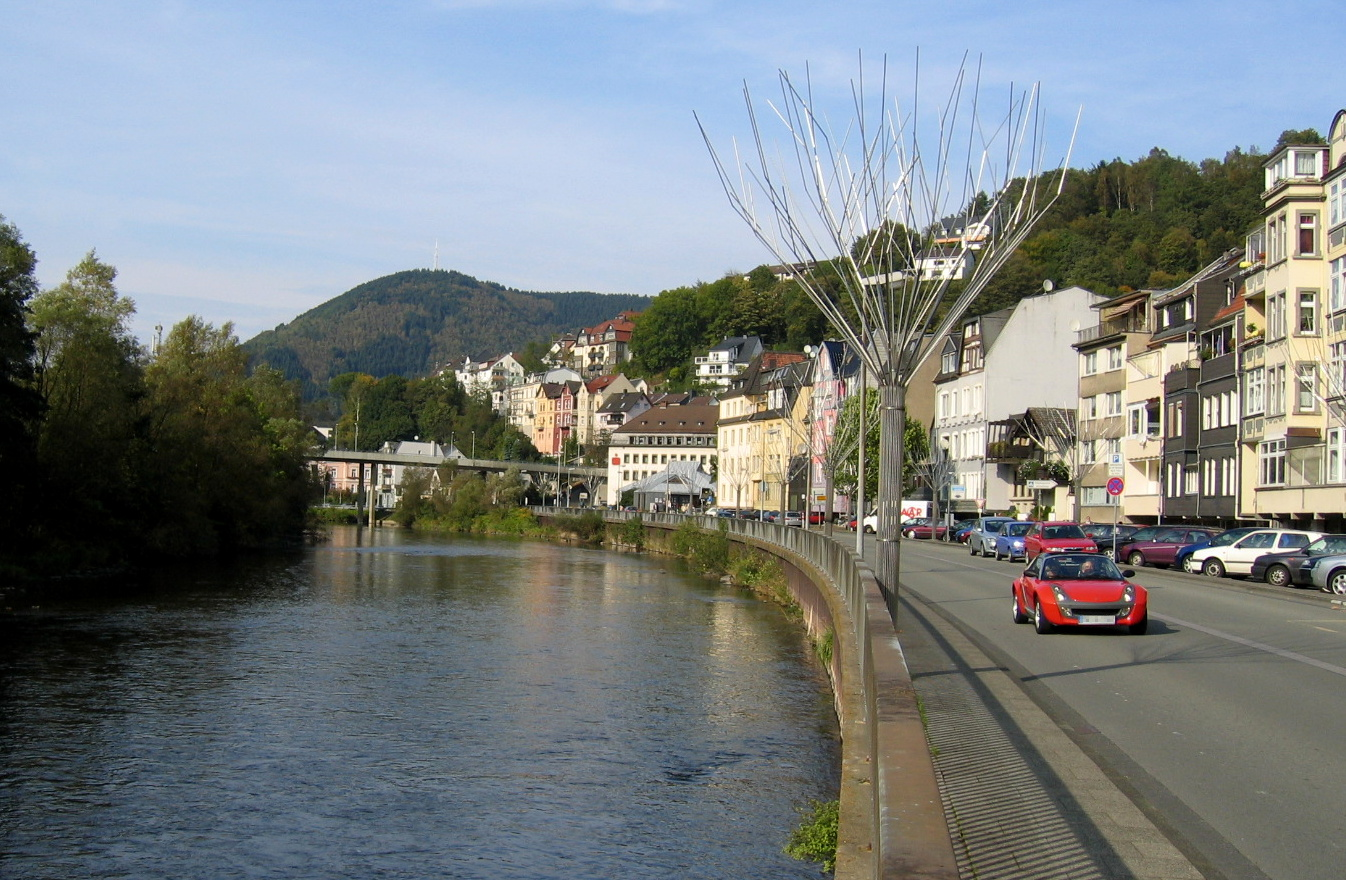
Die Lenneuferstraße – dort findet das Altenaer Mittelalterfest statt

- Schützenfest (alle drei Jahre an Fronleichnam)
- Castle goes Celtic (alle zwei Jahre/Folkfestival auf der Burg)
- Wochenmarkt (donnerstagmorgens in der Innenstadt, donnerstagnachmittags im Ortsteil Dahle)
- Mark-E-Triathlon
- Altenaer Werbewoche (AlWeWo, Ende September)
- Weihnachtsmarkt (2. Advents-Wochenende)[38]
- Jährlicher Flohmarkt durch die ganze Stadt (immer am 3. Oktober)
- Zögermarkt (im Sommer) in der Innenstadt
- Altenaer Mittelalterfest (Innenstadt, Lenneuferstraße und auf der Burg, im August)

## Wirtschaft und Infrastruktur

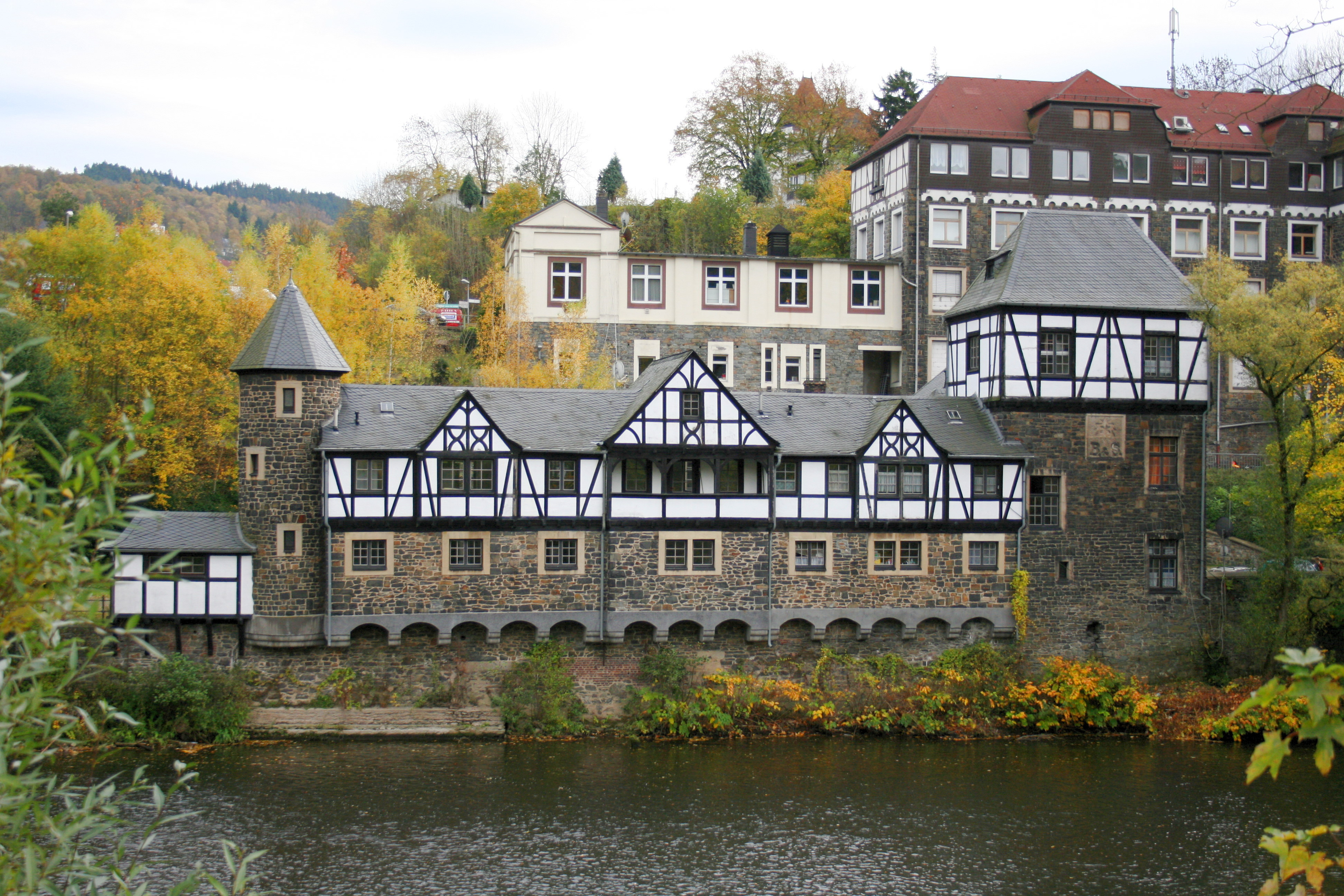
Ehemalige Motorenfabrik Basse & Selve

Durch die vorhandenen Rohstoffvorkommen von Eisenerz, Wasser und Holz ist die Industrie traditionell der wichtigste Wirtschaftszweig. Ab dem 14. Jahrhundert wurde beispielsweise das weiche Schmiedeeisen Osemund gewonnen, so war der Grundstein zur Eisenherstellung gelegt. Man fertigte vor allem Draht an, der dann nach Aachen oder England zur Weiterverarbeitung zu Nähnadeln transportiert wurde. 1784 wurden auch in Altena selbst Nähnadeln und ab 1829 von Gustav Selter Häkel- und Stricknadeln hergestellt. Die Draht-, aber auch die Metallverarbeitung entwickelten sich zu wichtigen Branchen. In Altena wurden 100 Jahre lang Münzen hergestellt. Die Rohlinge der D-Mark-Münzen kamen ebenfalls aus Altena. Zu den metallverarbeitenden Unternehmen, die noch heute in Altena tätig sind, zählt unter anderen VDM Metals. Das Unternehmen stellt in Altena Bleche und Stangen aus Nickellegierungen und Sonderedelstählen her. Seit der Gründung im Jahr 1870 befindet sich in Altena der Sitz der Altenaer Baugesellschaft.

### Zugverkehr
Altena liegt an der Ruhr-Sieg-Strecke von Hagen nach Siegen und wird von den Linien RE 34 und RB 91 bedient. RE 34 und IC 34 ergänzen sich zu einem Stundentakt. Im September 2024 wurden vier Weichen eingebaut, so dass Altena, nach dem Ausbau der letzten Weichen im Jahr 2004, wieder zu einem Bahnhof im Sinne der Eisenbahn Bau- und Betriebsordnung wurde.
| Linie | Verlauf | Takt                                        |
| ----- | --- | ------------------------------------------- |
| RE 34 | Dortmund-Siegerland-Express: Dortmund Hbf – Witten Hbf – Hagen-Hohenlimburg – Iserlohn-Letmathe – Altena (Westf) – Werdohl – Plettenberg – Finnentrop – Lennestadt-Grevenbrück – Lennestadt-Altenhundem – Kirchhundem-Welschen Ennest – Kreuztal – Siegen-Weidenau – Siegen Hbf Stand: Fahrplanwechsel Dezember 2024                                                           | 60 min, 120 min                             |
| IC 34 | von Münster kommend: Dortmund Hbf – Witten Hbf – Iserlohn-Letmathe – Altena (Westf) – Werdohl – Plettenberg – Finnentrop – Lennestadt-Grevenbrück – Lennestadt-Altenhundem – Kreuztal – Siegen-Weidenau – Siegen Hbf – Dillenburg, dann weiter nach Frankfurt (Main) Freigabe für Nahverkehrstickets nur zwischen Dortmund und Dillenburg Stand: Fahrplanwechsel Dezember 2024 | 120 min, 240 min                            |
| RB 91 | Ruhr-Sieg-Bahn: Hagen Hbf – Hohenlimburg – Iserlohn-Letmathe – Altena (Westf) – Werdohl – Plettenberg – Finnentrop – Lennestadt-Grevenbrück – Lennestadt-Meggen – Lennestadt-Altenhundem – Kirchhundem – Kirchhundem-Welschen Ennest – Kreuztal-Littfeld – Kreuztal-Eichen – Kreuztal – Siegen-Geisweid – Siegen-Weidenau – Siegen Hbf Stand: Fahrplanwechsel Dezember 2023    | 60 min (werktags) 120 min (sonn-/feiertags) |

#### Bahnhofsgebäude

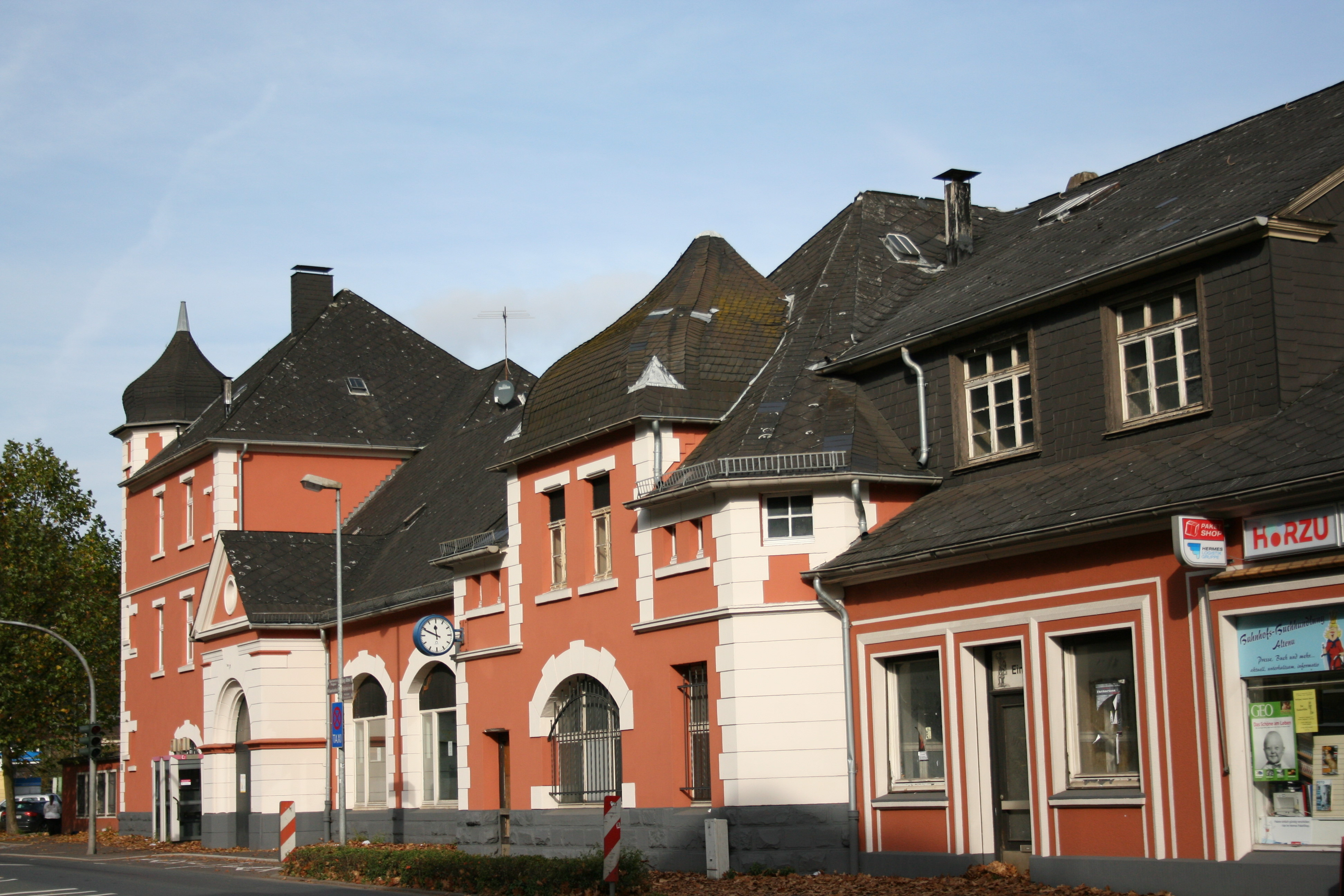
Bahnhofsgebäude Altena

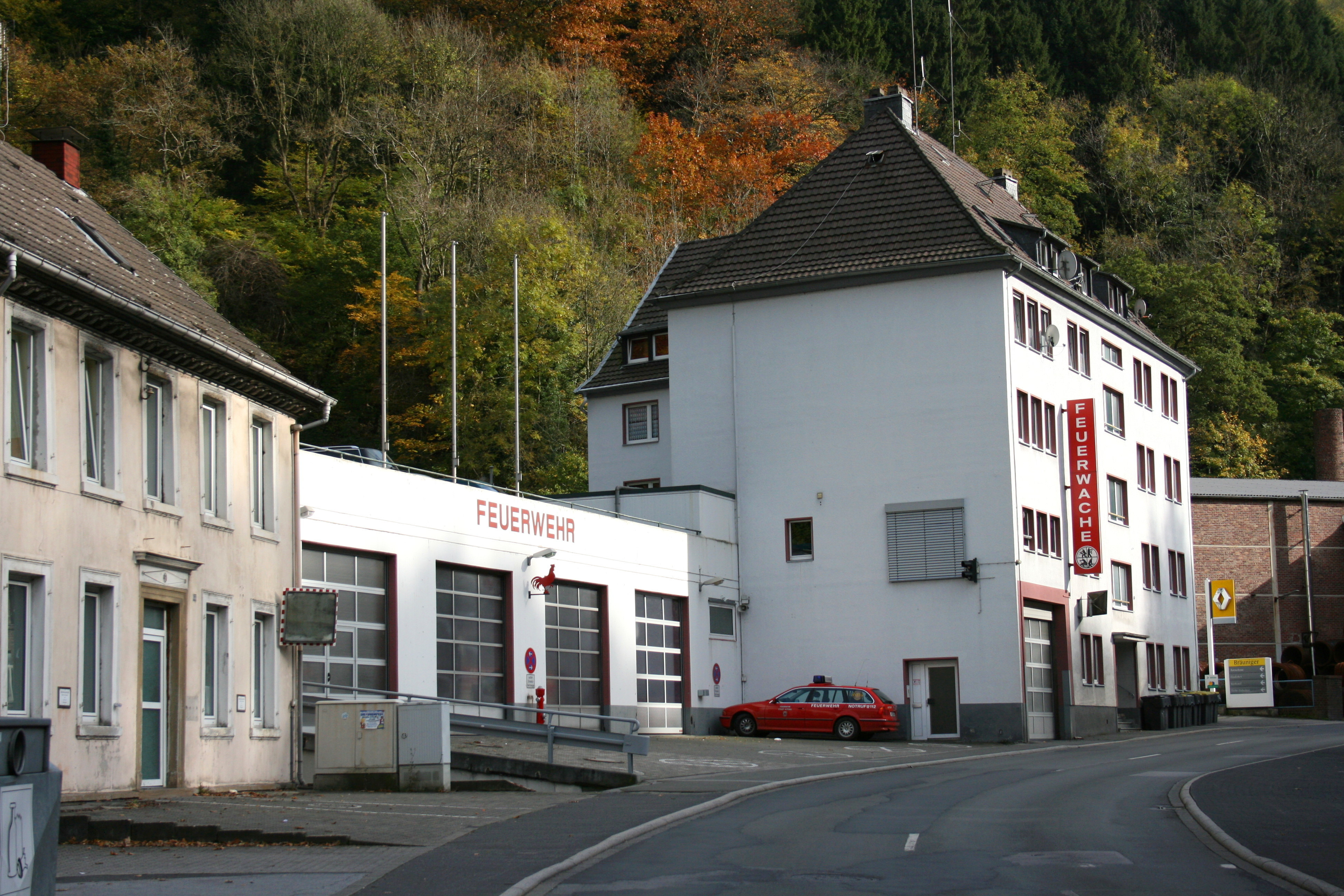
Feuerwehr in der Nette

Das zugehörige Bahnhofsgebäude sollte im Jahr 2012 komplett umgestaltet werden. Im Jahr 2013 lief teilweise noch die Suche nach geeigneten Mietern. Bisher gab es hier nur einen Imbiss, einen Installationsbetrieb und die Bahnhofsbuchhandlung. Zudem ist eine Wohnung vermietet. Die Umbauarbeiten zielen auf eine Nutzung durch Büros und Praxen. Ein Bauantrag wurde für die Maßnahmen gestellt. Das Gesamtprojekt sollte möglichst im Laufe des Jahres 2012 abgeschlossen werden. Erste Schritte der Eigentümer nach 2006 waren bereits eine Reparatur des Daches, die Montage neuer Fenster und das Aufbringen eines neuen Außenanstrichs.
Nicht nur am Bahnhofsgebäude, auch im gesamten Umfeld soll noch einiges verändert werden. Es soll dazu den neu zu bauenden „Lennepark“, eine weitere Fußgängerbrücke über den Fluss Lenne und weitere Arbeiten der Bahn geben. Der Bahnsteig wurde barrierefrei gestaltet und um 38 Zentimeter angehoben. Die Bahn baute zwei Aufzüge. Einer führt direkt am Bahnhof zur neuen gebauten Unterführung und ein weiterer entstand an der Bahnhofstraße. Die Arbeiten dafür sollten ursprünglich bereits im Jahre 2011 beginnen, sie wurden 2015 fertiggestellt. Das von der Stadt am Bahnhof erworbene Gelände wird nach und nach erschlossen und soll in der Endphase eine Fußgängerbrücke Richtung Markaner erhalten. Dann gäbe es von dort eine direkte Anbindung an die Innenstadt von Altena. Die Fußgängerbrücke wird seit 2018 gebaut, jedoch gab es einige Verzögerungen. So fehlten im August 2020 noch Betonbohlen, das Geländer, Beleuchtung und Schwingungstilger. Am 1. April 2021 wurde die Brücke für die Öffentlichkeit freigegeben.
Das Bahnhofsgebäude wurde bis Mitte 2014 weiter saniert. Zu den abgeschlossenen Projekten zählen die Sanierung des Schieferturms auf dem Bahnhofsgebäude und die Installation einer Leuchtreklame an der Gleisseite. Das Innere des Gebäudes wurde in Absprache mit der Denkmalbehörde so umgebaut, dass die Büros von der Versicherungsagentur und der Immobilienfirma dort ebenfalls attraktiv integriert werden können. Bereits im Frühjahr 2022 sollte die Polizeiwache in das Bahnhofsgebäude einziehen. Hierfür sind Umbaumaßnahmen erforderlich, die vom Eigentümer vor der Vermietung durchgeführt werden. Aufgrund von Lieferschwierigkeiten verzögerten sich diese jedoch. Im September 2022 wurden die ehemals öffentlichen Parkplätze vor dem Gebäude exklusiv für die Nutzung durch die Polizei ausgeschildert. Die Wache wurde schließlich Mitte April 2023 in Betrieb genommen.

#### Iserlohner Kreisbahn und Kreis Altenaer Eisenbahn
Bis 1961 verkehrten in Altena auch Züge der Kreis Altenaer Eisenbahn AG (KAE) und bis 1964 der Iserlohner Kreisbahn. Der Bahnhof der KAE lag zwischen Staatsbahnhof und Lenne, die Personenzüge hielten vor dem Staatsbahnhof auf der Straße. Der Bahnhof der Iserlohner Kreisbahn befand sich auf dem rechten Flussufer, vom Staatsbahnhof her über eine Brücke zu erreichen.

### Busverkehr
Altena verfügt auch über lokale und regionale Buslinien, unter anderem nach Iserlohn, Lüdenscheid (durch das Rahmedetal und die Altenaer Stadtteile Mühlenrahmede, Altroggenrahmede und Grünewiese), Werdohl und Hemer (durch das Nettetal und die Altenaer Stadtteile Nette, Nettenscheid, Dahle und Evingsen) und gehört der Verkehrsgemeinschaft Ruhr-Lippe an. Leistungserbringer sind heute überwiegend die Märkische Verkehrsgesellschaft (MVG) und der Bürgerbus Altena. Innerhalb der Stadtgrenzen fahren Busse in die Stadtteile Breitenhagen, Mühlendorf und Pragpaul, ein Kleinbus bedient die Stadtteile Knerling und Tiergarten.

### Medien
Tageszeitung in Altena ist das Altenaer Kreisblatt, das ein Kopfblatt der Lüdenscheider Nachrichten ist, die wiederum vom Westfälischen Anzeiger stammen, einem Titel der Ippen-Gruppe. Das Altenaer Kreisblatt wurde 1864 als „Wochenblatt für den Kreis und die Stadt Altena“ von Adolf Santz gegründet und erschien bis 1945 im Verlag von seinem Sohn Carl Santz. Nach Kriegsende erschienen von 1945 bis 1949 mit Genehmigung der britischen Militärregierung die Amtliche Bekanntmachungen für den Kreis Altena im Santz-Verlag. Mit Wegfall der Lizenzpflicht wurde sie von dem wiedererscheinenden Altenaer Kreisblatt abgelöst. Bis Ende 2013 erschien auch eine Lokalausgabe der Westfälischen Rundschau.
Der lokale Hörfunk für Nordrhein-Westfalen erfolgt in Altena durch Radio MK, dem durch die Landesanstalt für Medien Nordrhein-Westfalen der Sendestandort Nr. 68 Frequenz 91,5 MHz zugewiesen ist.

### Öffentliche Einrichtungen
Altena verfügt über eine Stadtbücherei, die 40.000 Medien anbietet. Neben Büchern kann man dort Zeitungen und Zeitschriften lesen sowie CDs und DVDs entleihen. Die Bibliothek wurde 1864 gegründet und ist seit 1989 in zwei historischen Bürgerhäusern untergebracht. Mehr als doppelt so groß ist die Landeskundliche Bibliothek Altena, die 110.000 Medien umfasst. Sie konzentriert sich in erster Linie auf Werke über die märkische und westfälische Landeskunde. In den gleichen Räumlichkeiten im Kreishaus befindet sich auch das Kreisarchiv des Märkischen Kreises. Kreiskulturamt und Kreissozialamt haben ihren Sitz in der Burgstadt.
Des Weiteren gibt es in Altena ein Finanzamt und ein Amtsgericht. Das St.-Vinzenz-Krankenhaus (Grundversorgung) wurde im Januar 2017 geschlossen.

### Bildung

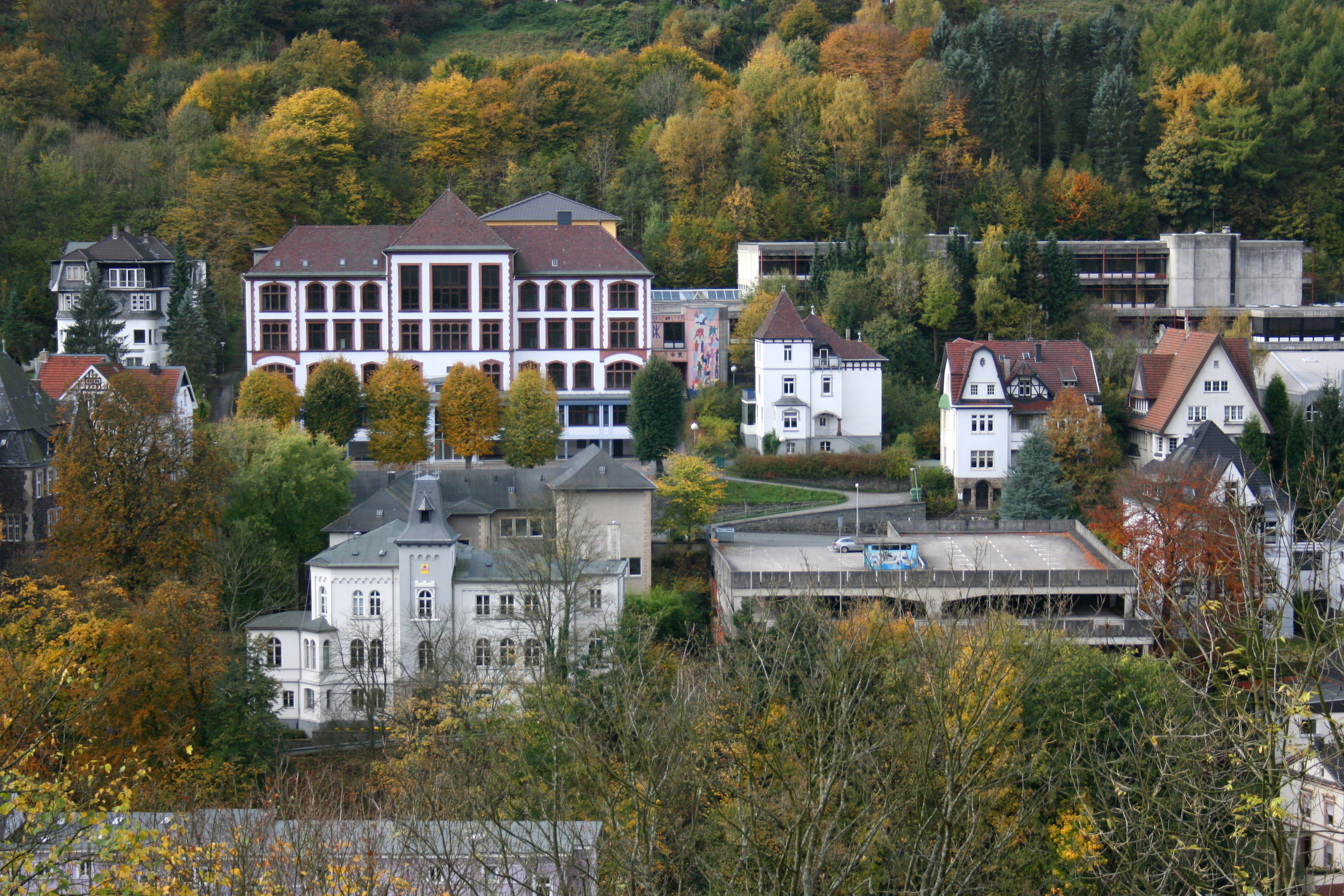
Burggymnasium hinter dem Rathaus

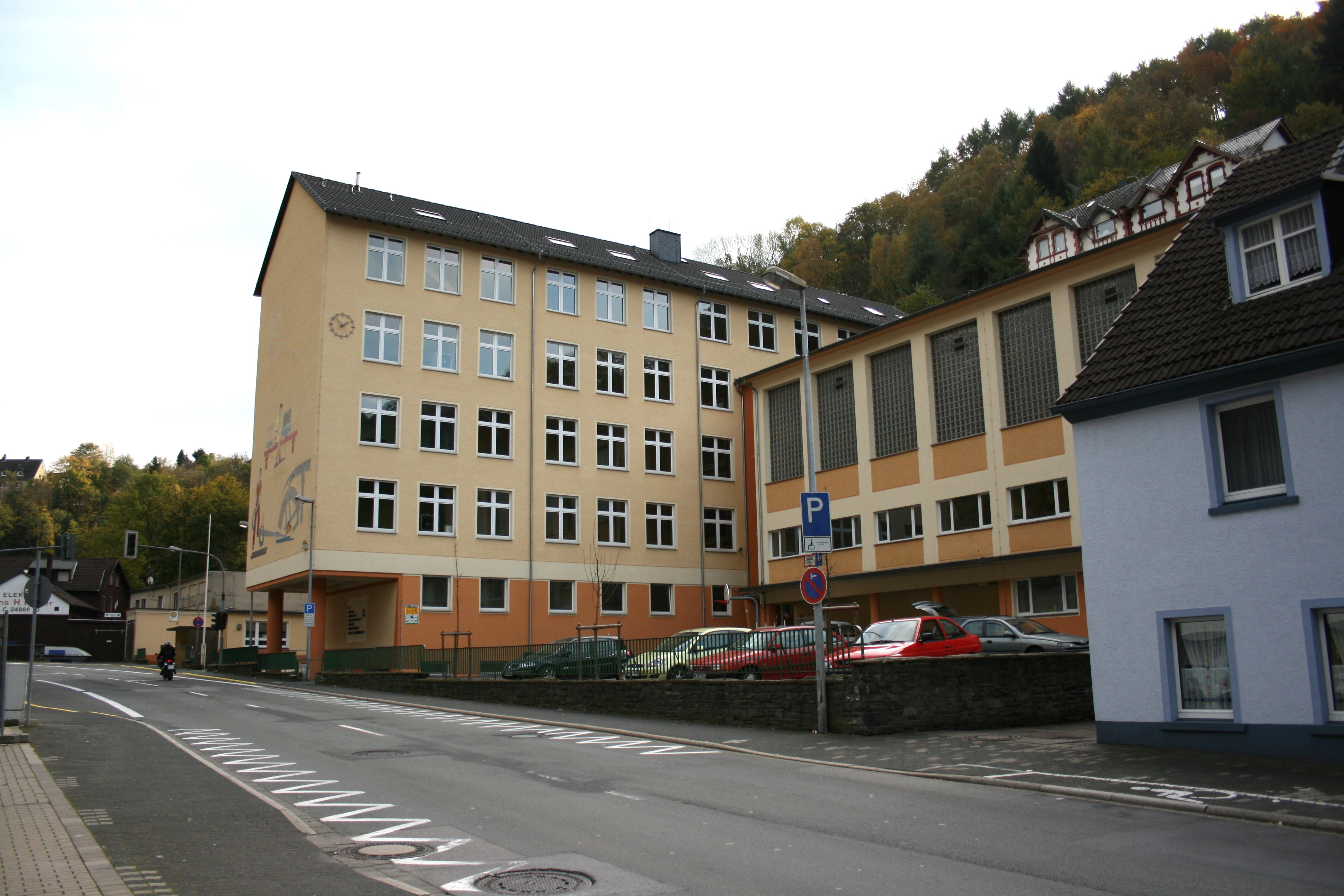
Lenneschule (Sekundarschule, Standort Altena)

Es gibt zwei Grundschulen  mit drei Standorten (davon zwei mit Ganztagsbetreuung) sowie eine Förderschule des Märkischen Kreises. Im Sekundarbereich gibt es eine interkommunale  Sekundarschule gemeinsam mit der Nachbarkommune Nachrodt-Wiblingwerde und ein Gymnasium.
Die Hauptschule Rahmede und die Richard-Schirrmann-Realschule nahmen seit dem Schuljahr 2012/2013 keine neuen Schüler mehr auf. An ihre Stelle rückt die Sekundarschule. Sie wurde im Sommer 2012 als eine der ersten Einrichtungen dieser Art in Nordrhein-Westfalen gegründet. Die ersten beiden Jahrgangsstufen werden am Standort der bisherigen Hauptschule Nachrodt unterrichtet. Im Sommer 2014 begann der Unterricht der Jahrgangsstufe 7 im Gebäude der bisherigen Richard-Schirrmann-Realschule in der Nette. Offizieller Schulträger ist die Stadt Altena. Sie trägt heute den Namen Lenneschule.
Das Gymnasium erhielt seinen Namen Burggymnasium Altena nach dem das Stadtbild prägenden Wahrzeichen der Stadt, der Burg Altena. Die Realschule wurde nach dem Begründer der ersten Jugendherberge der Welt auf ebendieser Burg als Richard-Schirrmann-Realschule benannt. Die übrigen städtischen Schulen tragen jeweils den Namen der Ortsteile, in denen sie liegen.
Der Märkische Kreis unterhält in Altena eine Zweigstelle des Eugen-Schmalenbach-Berufskollegs (organisatorisch dem Standort Halver-Ostendorf angegliedert). Der Standort gehörte früher zu den Beruflichen Schulen Lennetal mit den drei Standorten Altena, Plettenberg und Werdohl. Der höchstmögliche Bildungsabschluss dort ist das Abitur am Wirtschaftsgymnasium.
Es gibt zwei Volkshochschulen in Altena. Die Volkshochschule (VHS) Lennetal wird von einem Zweckverband mehrerer Kommunen unterhalten. Die Volkshochschule Rahmede im gleichnamigen Ortsteil ist als Verein organisiert.

### Ver- und Entsorgung
Die Kläranlage Altena wurde 1984 mit einer Ausbaugröße von 52.000 Einwohnerwerten (EW) in Betrieb genommen. Die Reinigung erfolgte nach dem klassischen Belebungsverfahren. Die Kläranlage wurde saniert und an die gesunkene Einwohnerzahl angepasst (Ausbaugröße 20.000 EW). Die Anlage bestand die Leistungsfahrt 2023 und der großtechnische Versuchsbetrieb wurde, zur betrieblichen Umstellung der bisherigen Abwasserreinigung der Kläranlage auf das Nereda®-Verfahren, zunächst befristet bis Ende 2026 genehmigt. Die Kläranlage in Altena ist die erste Anlage in Deutschland, in der das Verfahren in der Praxis getestet wird.

## Sonstiges
Altena war 2019 Schauplatz bei den Dreharbeiten zur ARD-Miniserie Unsere wunderbaren Jahre (2020) nach dem gleichnamigen Roman von Peter Prange.
Im Jahr 2021 wurde eine Dokumentation von Marko Rösseler (WDR) über Altena gedreht. Es ging hauptsächlich um die Schrumpfung der Stadt.
Gemäß dem Zensus 2022 besitzt Altena mit 11,58 % die höchste Wohnungsleerstandsquote in Nordrhein-Westfalen.

## Persönlichkeiten

### Ehrenbürger
- Otto von Bismarck (1815–1898), Gründer und erster Kanzler des Deutschen Reiches (Ehrenbürger seit 1. April 1895)
- Fritz Thomée (1862–1944), ehemaliger Landrat des Kreises Altena (Ehrenbürger seit 20. April 1940)
- Richard Schirrmann (1874–1961), Gründer der ersten Jugendherberge weltweit auf der Burg Altena (Ehrenbürger seit 15. Mai 1954)[59]

### Söhne und Töchter der Stadt

Heinrich Wilhelm von Holtzbrinck

- Johann von Diest (1598–1665), Geheimrat und Universitätskurator
- Johann Caspar Rumpe (1748–1833), Fabrikant
- Heinrich Wilhelm von Holtzbrinck (1766–1841), Landrat
- Heinrich Wilhelm von Holtzbrinck (1809–1877), Landrat des Kreises Altena, Minister und Regierungspräsident
- Arnold Ludwig von Holtzbrinck (1811–1886), Landrat der Landkreise Siegen und Altena sowie Abgeordneter im Preußischen Abgeordnetenhaus.
- Karl von Holtzbrinck (1815–1897), Landrat des Kreises Hagen, Verwaltungsjurist und Gutsbesitzer
- August Rauschenbusch (1816–1899), Theologe
- Carl August Wilhelm Hegenscheidt (1823–1891), Eisenindustrieller in Gleiwitz (Oberschlesien)
- Léo Hirsch (1842–1906), Textilkaufmann und Begründer des Brüsseler Kaufhauses Hirsch & Cie.
- Albert Borbet (1848–1919), Industrieller
- Albert Giese (1851–1944), Architekt in Halle (Saale)
- Ernst Heinrich Giese (1853–1944), Architekt in Halle (Saale)
- Johannes Burckhardt (1853–1914), Pfarrer und Gründer der erste evangelischen Bahnhofsmission Deutschlands
- Otto Vorländer (1853–1937), Maler der Düsseldorfer Schule, Zeichenlehrer, Kunsthistoriker und Denkmalpfleger
- August Belli (1855–1941), Jurist und Landrat
- Wilhelm Ashoff (1857–1929), Unternehmer, Generaldirektor der Firma Basse & Selve
- Robert Rumpe (1857–1939), Arzt und Standespolitiker in Krefeld
- Hugo Amelung (1857–1948), Arzt
- Fritz Heinemann (1864–1932), Bildhauer
- Arnold Künne (1866–1942), Bildhauer
- Hermann Gerdes (1867–1957), Verwaltungsbeamter und Landrat
- Walther von Selve (1876–1948), deutscher Unternehmer und Radsportler
- Wilhelm Hartnacke (1878–1952), Pädagoge und Minister für Volksbildung in Sachsen
- Arthur Deicke (1882–1958), Konstrukteur von Motoren für Flugzeuge und Boote
- Wilhelm Ashoff (1886–1941), Unternehmer
- Werner Kruse (1886–1968), Kunsthistoriker und Museumsleiter
- Wilhelm Renfordt (1889–1950), Maler
- Walter Schenk (1891–1968), Mitglied der SS, Kommandoführer des Feuerwehr- und Krematoriumskommandos im KZ Ravensbrück
- Hein König (1891–1971), Professor für Malerei, Leiter der privaten Zeichenschule Die Form
- Fritz Hesse (1893–1963), Landrat des Kreises Altena und Landtagsabgeordneter
- Xaver Knaup (1893–1950), Politiker (NSDAP)
- Friedrich Sieburg (1893–1964), Literaturkritiker, Journalist und Schriftsteller
- Ilse Brandes (1897–1997), Politikerin und Landtagsabgeordnete in Schleswig-Holstein
- Heinrich Weber (1900–1977), Fußball-Nationalspieler, Olympiateilnehmer
- Fritz Berg (1901–1979), erster Präsident des Bundesverbandes der Deutschen Industrie nach dem Zweiten Weltkrieg
- Hertha Trappe (1904–1989), Schriftstellerin
- Hermann Berg (1905–1982), Politiker und Mitglied des Bundestages
- Herbert Berg (1910–1938), Automobilrennfahrer
- Wolfram Dorn (1924–2014), Politiker und ehemaliger Staatssekretär im Bundesministerium des Innern
- Ursula Justin (1927–2024), Schauspielerin
- Horst Hallensleben (1928–1998), Kunsthistoriker und Hochschullehrer, geboren im Stadtteil Evingsen
- Wilhelm Droste (1933–2020), Politiker und ehemaliger Landtagsabgeordneter in Nordrhein-Westfalen
- Erika Koch (* 1933), Ehrenamtlerin
- Dietrich Briesemeister (* 1934), Romanist
- Udo Fiebig (1935–2022), Theologe, Politiker und ehemaliges Mitglied des Bundestags
- Wolfgang Kliege (* 1939), Bildhauer, Filmschaffender und Autor
- Dieter Kelletat (* 1941), Geograph
- Johann Friedrich Spittler (* 1942), Facharzt für Neurologie und Psychiatrie
- Inge Meyer-Dietrich (* 1944), Kinder- und Jugendbuchautorin
- Jason Dark, Pseudonym des Schriftstellers Helmut Rellergerd (* 1945 in Dahle)
- Ulrich Freitag (* 1947), Jurist und Politiker (SPD), Magistratsdirektor der Stadt Bremerhaven
- Wolfgang Koch (1947–2009), Germanist, Linguist und Hochschullehrer
- Reinhard Schweppe (* 1949), Diplomat, Botschafter der Bundesrepublik Deutschland beim Heiligen Stuhl in Rom
- Günter Bräuer (* 1949), Paläoanthropologe
- Dirk Spelsberg (1954–2018), Hörspiel- und Theaterautor
- Lutz Bernsau (* 1954), Künstler
- Roland Hoffmann (* 1955), Altphilologe
- Peter Prange (* 1955), Schriftsteller, Philosoph, Drehbuchautor und Unternehmensberater
- Rita Mohr-Lüllmann (* 1957), Politikerin und Abgeordnete in der Bremischen Bürgerschaft
- Christian Tasche (1957–2013), Schauspieler
- Dirk Timmermann (* 1957), Ingenieur
- Götz Schmidt-Bremme (* 1958), Diplomat
- Claus Halfmeier (* 1960), Jurist, Richter am Bundesgerichtshof
- Christoph Behrens (* 1962), Sozial- und Erziehungswissenschaftler, Politikberater
- Edgar Mielke (* 1962), Sportkommentator
- Andreas Hollstein (* 1963), Politiker (CDU), Bürgermeister von Altena
- Susanne Hüttemeister (* 1963), Astrophysikerin, Astronomin und Hochschullehrerin
- Eckhard Boles (* 1963), Mikrobiologe
- Marion Halfmann (* 1968), Professorin für Marketing und Betriebswirtschaftslehre
- Stefan Jung (* 1970), Wirtschaftswissenschaftler
- Carsten Plate (* 1972), Eishockeyspieler und -trainer

### Persönlichkeiten, die vor Ort gewirkt haben
- Johann Heinrich Wilhelm von den Berken (1747–1823), Jurist und Bürgermeister
- Josef Hegemann (1910–1996), Maler des Informel, Mitglied der Gruppe rbk und dap, weltweite Ausstellungen
- Franz Horster (1887–1953), Geschäftsführer der Handelskammer Altena, Vorstand im Unternehmen Basse & Selve, Mitglied des Preußischen Landtags
- Gustav Selve (1842–1909), Unternehmer und Großindustrieller